# Maechidius charaxus
Maechidius charaxus är en skalbaggsart som beskrevs av Britton 1957. Maechidius charaxus ingår i släktet Maechidius och familjen Melolonthidae. Inga underarter finns listade i Catalogue of Life.